# Schermzaal
Die Schermzaal (deutsch Fechthalle) war eine Sporthalle in der niederländischen Hauptstadt Amsterdam.

## Geschichte
Im Rahmen der Olympischen Sommerspiele 1928 fanden in der Schermzaal die Fechtwettkämpfe der Spiele und das Fechten im Modernen Fünfkampf statt. Die Halle bestand aus acht Fechtbahnen mit einer Größe von jeweils 2 × 19 Metern. Für die Kämpfe mit dem Degen war der Untergrund der Bahnen aus Kies. Bei den Säbel- und Florettkämpfen wurde auf einem Linoleum-Boden gefochten. Um für gute Lichtverhältnisse zu sorgen, bestanden die Seiten größtenteils aus Glas. Wie beim Krachtsportgebouw, das wie die Schermzaal von Jan Wils entworfen wurde, gab es einen Flügel am Gebäude mit acht Umkleidekabinen, Dusche und einem Büro.